# Selección de baloncesto sub-20 de Kosovo
La Selección de baloncesto sub-20 de Kosovo (en albanés: Përfaqësuesja e basketbollit tė Kosovës NEN 20 vjeçen serbio: Кошаркашкa репрезентација Косова до 20. године, lit. 'Košarkaška reprezentacija Kosova hacer 20. godine' es el equipo de baloncesto sub-20 de Kosovo y está regido por la Federación de Baloncesto de Kosovo. Han sido miembros de la FIBA desde el 13 de marzo de 2015.

## Participaciones

### Campeonato Europeo de Baloncesto Masculino Sub-20
| Año             | Pos.                           |
| --------------- | ------------------------------ |
| 1992 hasta 2008 | No existía la selección sub-20 |
| 2009 hasta 2014 | No estaba afiliado a la FIBA   |
| 2015 hasta 2019 | No clasificó                   |

## Equipo

### Equipo actual
La siguiente es la lista de Kosovo que se convocó para la División B del Campeonato Europeo de Baloncesto Masculino Sub-20 de 2017.
| Pos. | N.º | Nombre             | Fecha de nacimiento (edad)         | Altura         | Club                         | Equipo técnico                                                                      |
| ---- | --- | ------------------ | ---------------------------------- | -------------- | ---------------------------- | ----------------------------------------------------------------------------------- |
| F    | 4   | Muhamedali Janjeva | 28 de diciembre de 1998 (18 años)  | 2,00 m (6′ 7″) | Sigal Prishtina              | Entrenador - Ernie Nestor Entrenador(es) asistente(s) - Ilir Selmani - Ismet Ferati |
| PG   | 5   | Rinor Peci         | 13 de noviembre de 1997 (19 años)  | 1,86 m (6′ 1″) | Sigal Prishtina              | Entrenador - Ernie Nestor Entrenador(es) asistente(s) - Ilir Selmani - Ismet Ferati |
| SF   | 6   | Valon Bunjaku      | 2 de febrero de 1998 (19 años)     | 1,98 m (6′ 6″) | Rahoveci                     | Entrenador - Ernie Nestor Entrenador(es) asistente(s) - Ilir Selmani - Ismet Ferati |
| F    | 7   | Gent Shala         | 14 de septiembre de 1998 (18 años) | 1,97 m (6′ 6″) | Kerasan Prishtina            | Entrenador - Ernie Nestor Entrenador(es) asistente(s) - Ilir Selmani - Ismet Ferati |
| G    | 8   | Bardhosh Kelmeni   | 16 de enero de 1998 (19 años)      | 1,95 m (6′ 5″) | Malbas                       | Entrenador - Ernie Nestor Entrenador(es) asistente(s) - Ilir Selmani - Ismet Ferati |
| SF   | 9   | Ilir Hasani        | 26 de agosto de 1997 (19 años)     | 1,86 m (6′ 1″) | Kerasan Prishtina            | Entrenador - Ernie Nestor Entrenador(es) asistente(s) - Ilir Selmani - Ismet Ferati |
| PF   | 10  | Mërgim Jakupi      | 30 de abril de 1997 (20 años)      | 2,07 m (6′ 9″) | Kerasan Prishtina            | Entrenador - Ernie Nestor Entrenador(es) asistente(s) - Ilir Selmani - Ismet Ferati |
| G/F  | 11  | Edmond Kryeziju    | 16 de junio de 1998 (19 años)      | 1,94 m (6′ 4″) | Bashkimi Prizren             | Entrenador - Ernie Nestor Entrenador(es) asistente(s) - Ilir Selmani - Ismet Ferati |
| PF   | 12  | Dion Haxhosaj      | 7 de septiembre de 1998 (18 años)  | 2,06 m (6′ 9″) | International Sports Academy | Entrenador - Ernie Nestor Entrenador(es) asistente(s) - Ilir Selmani - Ismet Ferati |
| G/F  | 13  | Burim Zekiqi       | 17 de abril de 1997 (20 años)      | 2,00 m (6′ 7″) | Trepça                       | Entrenador - Ernie Nestor Entrenador(es) asistente(s) - Ilir Selmani - Ismet Ferati |
| PF   | 14  | Dardan Kapiti      | 22 de marzo de 2000 (17 años)      | 2,07 m (6′ 9″) | Kerasan Prishtina            | Entrenador - Ernie Nestor Entrenador(es) asistente(s) - Ilir Selmani - Ismet Ferati |
| G/F  | 15  | Egzon Kuçi         | 2 de agosto de 1997 (19 años)      | 1,96 m (6′ 5″) | Golden Eagle Ylli            | Entrenador - Ernie Nestor Entrenador(es) asistente(s) - Ilir Selmani - Ismet Ferati |